# Cosmic Sin
Cosmic Sin è un film del 2021 diretto da Edward Drake.

## Trama
Nel 2031, l'umanità fonda la sua prima colonia spaziale su Marte. Nel 2042 si è costituito il governo mondiale dell'"Alleanza" e la tecnologia della propulsione quantistica permette all'umanità di viaggiare attraverso il sistema solare. La colonia marziana cade nel 2281 e da allora l'Alleanza ne controlla tre: la Terra, Zafdie ed Ellora. Nel 2519, Zafdie tenta di uscire dall'Alleanza; durante la guerra che ne segue, il generale James Ford fa sganciare una bomba quantistica ("Bomba Q") sulla colonia ribelle, uccidendo 70 milioni di persone. Ford viene poi congedato con disonore e e sua moglie, la dottoressa Lea Goss, lo lascia.
Nel 2524, un addetto della compagnia mineraria Vander Corp dislocato sul pianeta 4217LYA viene ucciso da un alieno invisibile dopo essersi messo a sparare in aria come segno di giubilo. Il capitano Juda Sayle informa allora il comando dell'Alleanza di un primo contatto andato male. Sulla Terra, il generale Eron Ryle ordina allora che la Goss e Ford siano condotti da lui.
In un bar, Dash offre a Ford di discutere un possibile lavoro, ma i due poi iniziano a litigare; la lite è interrotta dal comandante Marcus Bleck, che riferisce della richiesta di consulenza da parte di Ryle. Ford inizialmente rifiuta ma poi accetta a condizione di essere reintegrato nel suo grado e con la sua pensione. Alla base militare McMillian, Ford e Dash incontrano la Goss e Ryle per fare il punto sulla situazione. I sopravvissuti all'incidente del primo contatto sono portati alla base per trascorrere la quarantena ed essere interrogati, ma assumono presto un atteggiamento ostile e attaccano il personale della base. Essi appaiono come infetti, non rispondono ai tentativi di comunicazione, sembrano non conoscere la tecnologia umana (anche se imparano presto a maneggiare le armi da fuoco), e contagiano diversi soldati, che diventano ostili a loro volta. Tentano poi d'impadronirsi di un'astronave da trasporto ma venfono fermati ed eliminati dai militari, tra i quali Ryle, Ford e Dash.
Mentre il Senato dell'Alleanza discute, Ryle autorizza l'Operazione Cosmic Sin – con una squadra d'assalto costituita da Ford, Dash, la Goss, Bleck, lo specialista Braxton (nipote di Ryle), e la caporale tecnica Ardene (che è qualificata per operare su una bomba Q e armarla) – per lanciare una controffensiva decisiva contro gli alieni. Ardene riporta che durante l'attacco nella base uno dei minatori infetti ha rilasciato un impulso tachionico, che permetterà agli alieni di localizzare la Terra in sei o sette ore. La squadra è equipaggiata con piccole armi, tute spaziali potenziate Icarus per il combattimento nello spazio, e una bomba Q. Il piano è arrivare con il teletrasporto alla colonia di Ellora, dove le forze dell'Alleanza hanno affondato un'astronave aliena, per recuperarla e analizzare la radiazione cosmica al fine di localizzare il pianeta d'origine degli alieni, che dovrà essere distrutto con la bomba Q.
La squadra arriva nell'orbita al pianeta Ellora nel mezzo di una battaglia tra l'Alleanza e la flotta aliena, ed è costretta ad atterrare facendosi strada tra i detriti spaziali. Ryle, la Goss, Ford e Dash restano dispersi durante l'ingresso nell'atmosfera, e il resto della squadra si ritrova sotto il fuoco nemico subito dopo l'atterraggio, con Bleck gravemente ferito. I sopravvissuti di Elloran salvano la squadra e, dopo aver verificato che i suoi membri non sono stati contagiati, dato che gli infetti non riescono a parlare, rivelano che il pianeta è stato invaso e che nella zona si hanno delle scorribande ti truppe aliene e di umani infetti. I sopravvissuti si offrono di curare Bleck alla loro base, e Ardene va con loro. Nel frattempo, Braxton, accompagnato dal cecchino Sol Cantos, procede verso l'astronave aliena affondata. Mentre analizza la radiazione della nave, la tuta Icarus di Braxton rivela che Ford è vivo. Questi, che mentre si trova in uno stato di commozione cerebrale ha delle visioni degli alieni e della Goss, viene così recuperato e portato all'avamposto dell'Alleanza. Qui, Ardene vede dei filmati che mostrano come gli alieni abbiano una coscienza collettiva che si riproduce in maniera parassitaria infettando altri organismi, che cadono sotto il controllo della mente collettiva.
Braxton dà le coordinate del pianeta d'origine degli alieni ad Ardene. Intanto, Ford dà il colpo di grazia a Bleck, ferito mortalmente. Anche Dash è sopravvissuto e si reca all'avamposto.
Ardene scopre che gli alieni hanno costruito un portale spaziale quantistico stabile vicino a Ellora che permetterà all'armata aliena, attualmente nella galassia Sigea, di invadere massicciamente la Via Lattea. I sopravvissuti progettano di distruggere il portale con la bomba Q sparandola attraverso il cannone orbitale dell'avamposto. Mentre questo viene preparato, Ardene riceve un segnale da Ryle, che è sopravvissuto in orbita, benché con la sua tuta Icarus danneggiata e incapace di entrare in atmosfera. Egli si offre volontario per prendere posizione nel portale e attivare l'autodistruzione della sua tuta per chiuderlo una volta che sia stato attraversato dalla bomba Q.
Gli alieni convergono sull'avamposto e parlano attraverso la contagiata Goss, schernendo Ford, dichiarando la propria superiorità e offrendo all'umanità la possibilità di scegliere tra l'assimilazione e la morte. Dopo che Dash ha risposto semplicemente di no, essi cominciano l'attacco dopo che la Goss è salita su una delle loro astronavi. Ford vi si aggrappa e si ritrova poi a faccia a faccia con la sua ex moglie mentre si prepara ad attraversare il portale. Col cannone orbitale pronto, Ardene carica la bomba Q su un missile e la spara attraverso il portale. La Goss intercetta il missile in un campo statico, spinge Ford nello spazion e si ricongiunge alla flotta aliena, liberando però inavvertitamente il missile dal campo statico durante il processo.
Ryle non è in grado di attivare l'autodistruzione della sua tuta ma si posiziona lo stesso nel portale, per dare un riferimento al cannone orbitale. Ardene, con l'approvazione di un riluttante Braxton, fa fuoco col cannone sulla posizione di Ryle, uccidendolo e ditruggendo il portale. La bomba Q esplode dall'altra parte del portale in collasso: il buco nero che viene generato distrugge il sistema stellare di Sigea con la flotta aliena. Braxton, preso dal rimorso per la morte di suo zio, uccide il comandante delle truppe nemiche su Ellora.
Di nuovo sulla Terra, sette giorni dopo il primo contatto, Braxton, Ardene, Sol Cantos, Dash e festeggiano cupamente in un bar mentre il Senato dell'Alleanza dichiara orgogliosamente che tutti i nemici rimasti si sono arresi senza condizioni. Ford manda giù un bicchierino, ricordando mestamente la sua ex moglie, e se ne va.

## Produzione
Le riprese principali sono terminate a marzo 2020.

## Promozione
Il trailer è stato pubblicato il 3 febbraio 2021.

## Distribuzione
Il film è uscito nelle sale cinematografiche statunitensi e on-demand dal 12 marzo 2021, mentre in Italia è stato distribuito su Prime Video a partire dal 14 aprile 2021.

## Accoglienza

### Incassi
Il film ha incassato 246325 $ in tutto il mondo.

### Critica
Cosmic Sin è stato accolto negativamente dalla critica. Sull'aggregatore di recensioni Rotten Tomatoes il film ottiene il 4% delle recensioni professionali positive, con un voto medio di 2,6 su 10 basato su 28 critiche, mentre su Metacritic ha un punteggio di 9 su 100 basato su 4 recensioni.